# Brain Salad Surgery/Still... You Turn Me On
Brain Salad Surgery/Still... You Turn Me On è l'ottavo singolo – l'unico promozionale – del gruppo progressive rock britannico Emerson, Lake & Palmer, pubblicato dalla Manticore (catalogo MC-2003-PR) nel 1974.

## I brani

### Brain Salad Surgery
Brain Salad Surgery, presente sul lato A del disco, è il brano già pubblicato l'anno precedente – subito dopo essere scartato, per ragioni di spazio, dall'omonimo album – come prima traccia dell'omonimo flexi-disc.

### Still… You Turn Me On
Still… You Turn Me On, presente sul lato B del disco, è il brano estratto dall'album Brain Salad Surgery e in cui Greg Lake, oltre al basso, suona anche la chitarra solista e la 12 corde acustica; mentre Carl e Keith, per la prima volta, vi intervengono:
- il primo, all'hammered-dulcimer (o salterio a percussione);
- il secondo, alla fisarmonica.

## Tracce

### Lato A
1. Brain Salad Surgery – 3:10 (testo: Peter Sinfield – musica: Greg Lake, Keith Emerson)

### Lato B
1. Still... You Turn Me On – 3:53 (Greg Lake)

## Formazione
- Keith Emerson – Moog Constellation[1], fisarmonica[2]
- Greg Lake – voce, basso, chitarre[2]
- Carl Palmer – batteria[1], hammered-dulcimer[2]